# 204 Kalisto
204 Kalisto (mednarodno ime 204 Kallisto) je asteroid tipa S v glavnem asteroidnem pasu. 
Asteroida Kalisto ne smemo zamenjati z Jupitrovo luno Kalisto.

## Odkritje
Asteroid je odkril avstrijski astronom Johann Palisa 8. oktobra 1879 v Pulju . Poimenovan je po nimfi Kalisto iz grške mitologije.

## Lastnosti
Asteroid Kalisto obkroži Sonce v 4,37 letih. Njegova tirnica ima izsrednost 0,172, nagnjena pa je za 8,272° proti ekliptiki. Njegov premer je 48,57 km, okoli svoje osi se zavrti v 14,1 h.